# Otaru
Otaru (jap. 小樽市, -shi) ist eine Stadt etwa 30 km westlich von Sapporo auf der japanischen Insel Hokkaidō in der Unterpräfektur Shiribeshi. Obwohl in Otaru mehr als die Hälfte der Gesamtbevölkerung der Unterpräfektur lebt, ist Kutchan der Sitz der Unterpräfekturverwaltung.
Der Name stammt aus dem Ainu und bedeutet vermutlich „Fluss, der durch den Sand fließt“.

## Geschichte
Otaru war im 19. Jahrhundert ein wichtiger Fischereihafen. In der ersten Hälfte des 20. Jahrhunderts gab es in der Umgebung bedeutenden Steinkohlenbergbau. Bis in die 1950er Jahre war Otaru sogar die bevölkerungsreichste Stadt auf Hokkaidō, erst dann wurde sie von der Hauptstadt Sapporo überflügelt, und auch die Industrie wanderte dorthin ab. Heute fungiert Otaru als „Schlafstadt“ für Sapporo und ist landesweit als Ausgangspunkt für mehrere Skigebiete und wegen ihrer malerischen Altstadt mit steinernen Lagerhäusern am Fluss bekannt.

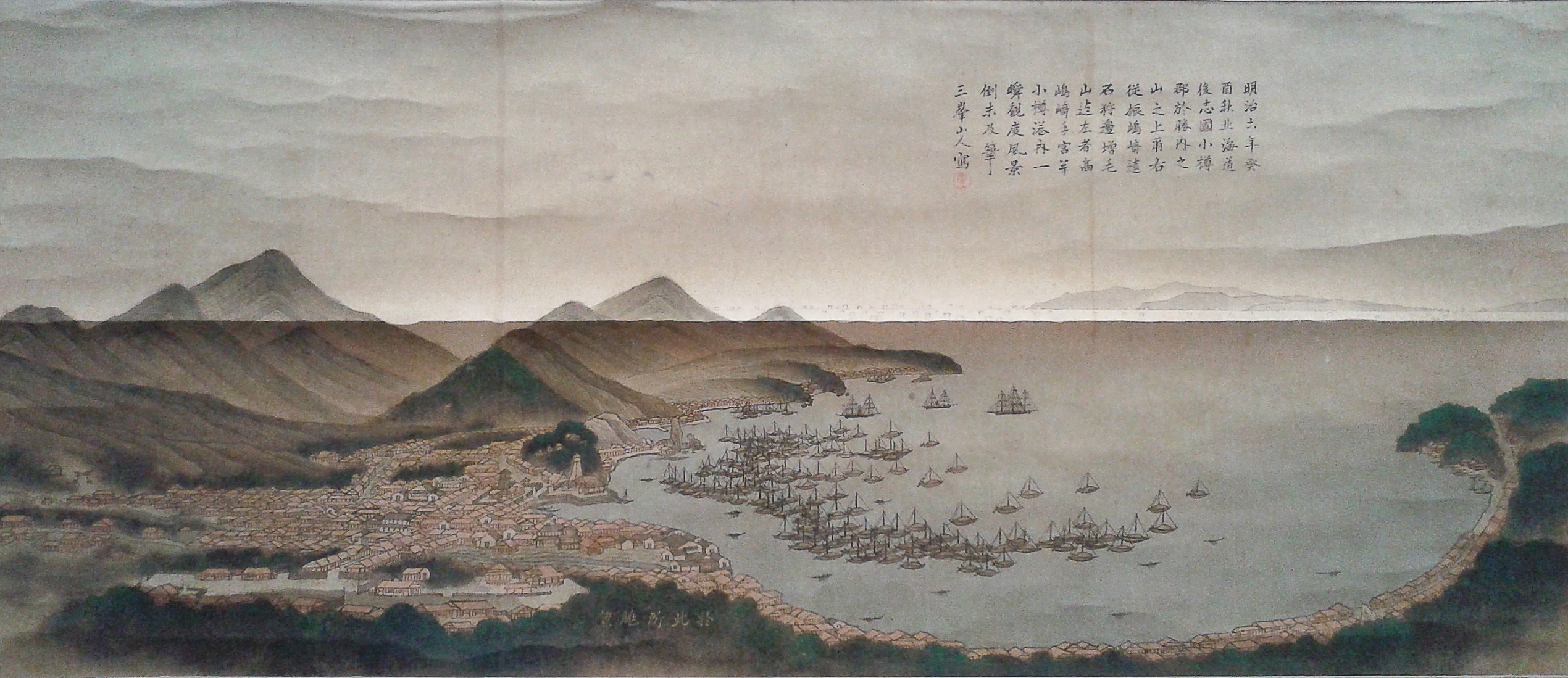
Otaru im 1876
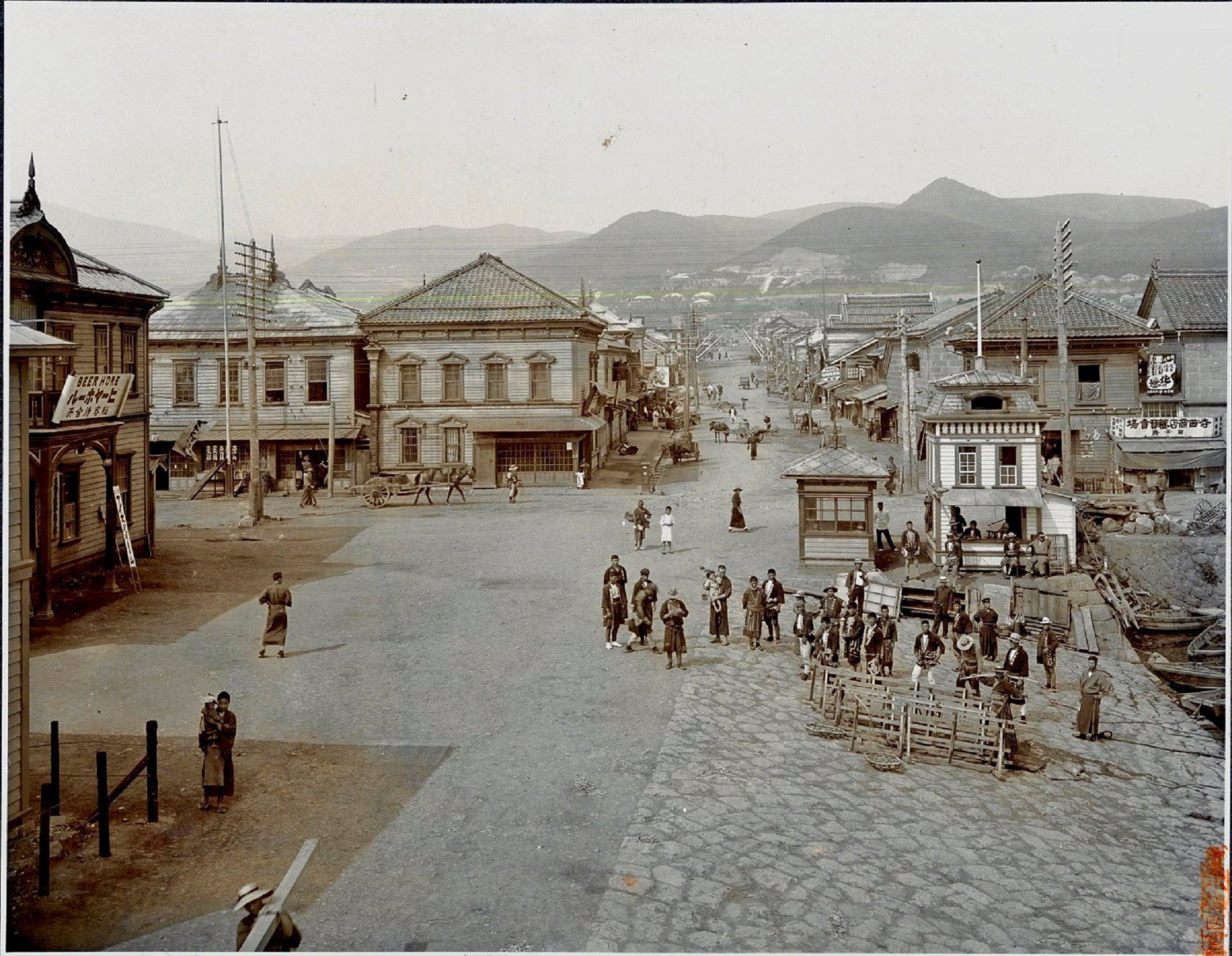
Otaru im 1909
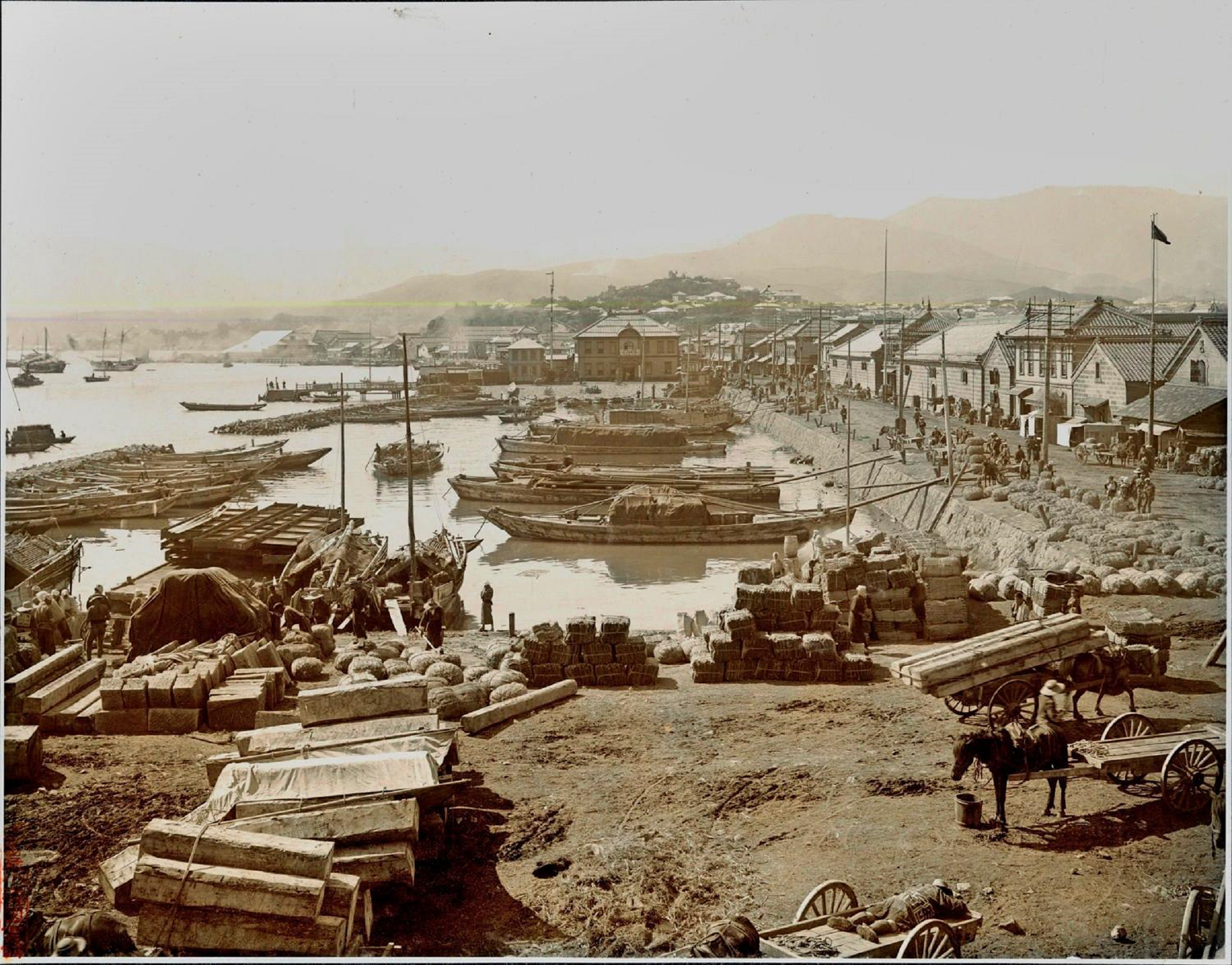
Otaru Hafen im 1909
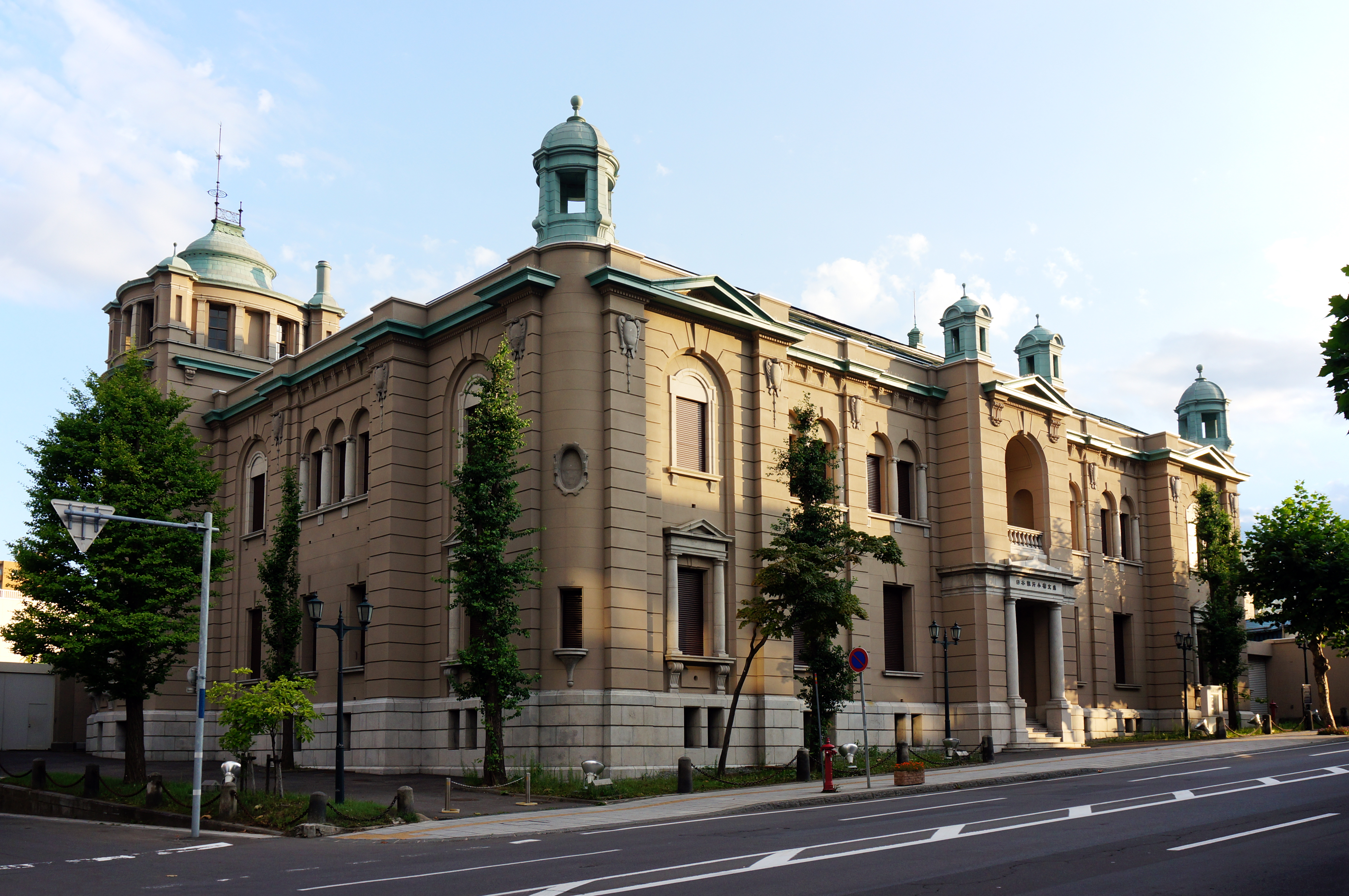
Ehemalige Otaru-Filiale der Bank of Japan, heute Sitz des Otaru-Museums der Bank of Japan

## Verkehr
Die Stadt besitzt einen Seehafen mit Containerterminal und regelmäßigen Fährverbindungen nach Niigata, Tsuruga, Maizuru und zur Insel Sachalin in Russland.
Auf Stadtgebiet befinden sich mehrere Bahnhöfe; die wichtigsten sind der Bahnhof Otaru und der Bahnhof Minami-Otaru an der Hakodate-Hauptlinie der Bahngesellschaft JR Hokkaido.
Otaru wird durch die Sasson-Autobahn, die Nationalstraße 5 sowie die Nationalstraßen 337 und 393 erschlossen.

## Bildung
Otaru hat eine Handelshochschule und eine Pharmazeutische Hochschule.

## Städtepartnerschaften
- Nachodka, Russland
- Dunedin, Neuseeland

## Persönlichkeiten
- Taiki Amagasa (* 2000), Fußballspieler
- Seiji Aochi (1942–2008), Skispringer
- Fudeya Tōkan (1875–1950), Maler
- Ryōichi Fujisawa (* 1927), Skisportler
- Itō Sei (1905–1969), Schriftsteller
- Masaji Iguro (1913–2000), Skispringer
- Ren Katō (* 1999), Fußballspieler
- Kozo Kawashima (* 1926), Skispringer
- Takashi Matsui (* 1940), Nordischer Kombinierer und Skispringer
- Hideharu Miyahira (* 1973), Skispringer
- Iwao Miyajima (1913–2005), Skispringer
- Nobuko Miyamoto (* 1945), Schauspielerin
- Masaru Nagaoka (* 1962), Skispringer
- Katsuya Nakamoto (* 1977), Freestyle-Skier
- Ayumu Nedefuji (* 1994), Snowboarder
- Ryōhei Nishimori (* 1976), Skispringer
- Yoshikazu Norota (* 1972), Skispringer
- Oguma Hideo (1901–1940), Dichter
- Tsutomu Sekido (1915–1987), Skisportler
- Kenji Suda (* 1966), Skispringer
- Daiki Suga (* 1998), Fußballspieler
- Yoshimasa Sugawara (* 1941), Rallye-Raid-Fahrer
- Takuya Takeuchi (* 1967), Skispringer
- Shinji Tatsuta (1914–1991), Skispringer
- Takemitsu Tsubokawa (1909–1940), Skisportler
- Miyoshi Umeki (1929–2007), Schauspielerin
- Kazuya Yoshioka (* 1978), Skispringer

## Angrenzende Städte und Gemeinden
- Sapporo
- Ishikari (Hokkaidō)
- Yoichi
- Akaigawa